# 944-й штурмовой авиационный полк
944-й штурмовой авиационный полк — воинское подразделение вооружённых СССР в Великой Отечественной войне.

## Наименование полка
- 944-й штурмовой авиационный полк

## История и боевой путь полка
Полк сформирован в августе 1942 года в составе 1-й запасной штурмовой авиационной бригады в ВВС Приволжского военного округа. На вооружение получил самолёты Ил-2.
С 14 августа полк в составе 226-й штурмовой авиационной дивизии принимает участие в Сталинградской битве. За период боевых действий под Сталинградом с 9 сентября 1942 года по 23 ноября 1942 года полк потерял 11 летчиков. Часть летного и технического состава в декабре 1942 год перешла в другие полки дивизии, часть убыла в состав 1-й запасной штурмовой авиационной бригады в ВВС Приволжского военного округа на переформирование.
С ноября 1943 года полк вошёл в состав вновь формируемой в ВВС Приволжского военного округа 303-й штурмовой авиационной дивизии. После формирования дивизия она вместе с полками была перебазирована в Среднеазиатский военный округ в город Фрунзе (ныне город Бишкек), где занималась подготовкой летного и технического состава для фронта.
В составе действующей армии во время ВОВ c 14 августа 1942 по 25 декабря 1942 года.
В послевоенный период полк базировался на аэродроме Фрунзе-1, имел на вооружении самолёты Ил-2, Ил-10 (с 1946 года) и МиГ-15 с 1954 года. В 1956 году был переформирован в истребительно-бомбардировочный авиаполк на самолётах МиГ-15. В 1960 году дивизия была расформирована, о дальнейшей судьбе полка не известно. В дальнейшем на базе полка на аэродроме был сформирован учебный полк Фрунзенского летного училища.

## Участие в операциях и битвах
- Сталинградская битва:
  - Сталинградская оборонительная операция — с 1 октября по 18 ноября 1942 года.
  - Сталинградская наступательная операция — с 19 ноября по 25 декабря 1942 года.

### Боевые эпизоды в военных мемуарах
…аэродром, на котором базировалось два полка штурмовой авиации и истребители! После ожесточённых боёв в нашем 944-м полку остались: командир полка, его заместитель по политической части, начальник штаба, командир эскадрильи — младший лейтенант Зенцов и один раненый лётчик — Николай Тараканов.

В капонирах стояло несколько изрядно потрёпанных самолётов…

…А Тараканов, по всему был уже опытным штурмовиком. Имел орден.— Гареев М.Г. Штурмовики идут на цель. — Уфа: Башкирское кн. изд-во, 1977. — 336 с. — 15 000 экз.
Тараканов

долго рассказывал нам о первых месяцах войны, о своих боевых товарищах, многие из которых отдали свою жизнь за свободу Отчизны, о своём участии в воздушных боях…
— Было это недавно, когда фашисты прорвались к Сталинграду. Вылетели мы шестёркой, без истребителей прикрытия. Задача ясная: уничтожить живую силу и технику врага. Колонну, которая двигалась к городу, мы разогнали; несколько раз прошлись по ней пушками и пулемётами. Всё, думаем, порядок, теперь и возвращаться можно. Ан нет, не тут-то было! Налетели «худые» и ну нас щипать…
— «Мессершмитты», — пояснил Тараканов. Бились мы крепко, пока боеприпасы не израсходовали. Но вот загорелся один наш штурмовик, потом второй. Подбили и меня. Мотор заглох. Выброситься на парашюте, значит, в плен угодить. Нет, думаю, лучше разобьюсь, но не прыгну! Но вот вижу — впереди Волга. Перетянуть бы за реку, а там как-нибудь посажу машину. Но до Волги ещё далеко, а машина быстро теряет высоту…
— Перетянул. Прямо на берегу свалился. Отлежался малость в лазарете — и домой, в полк…
Четыре экипажа потеряли. Моя машина из строя вышла и сам вот тоже… Нет, награждать тут не за что. А вот лейтенанта Токарева я наградил бы…

Лейтенант Токарев летал на истребителях, часто прикрывал нас на заданиях. Отчаянный парень! А на днях он вёл бой над Сталинградом. Кончились боеприпасы, горючее на исходе, а тут появляется «юнкерс». Сыплет, гад, бомбы на город! Не стерпел Токарев, направил на него свой самолёт… таранил. Сам погиб, но с «юнкерсом» покончил. Вот как дерутся здесь!.. — ВОЕННАЯ ЛИТЕРАТУРА. Мемуары. Гареев М.Г. Штурмовики идут на цель

## В составе объединений
| Дата          | Фронт (округ)                 | Армия                                | Дивизия                                                  | Примечания |
| ------------- | ----------------------------- | ------------------------------------ | -------------------------------------------------------- | ---------- |
| 01.08.1942 г. | Приволжский военный округ     | ВВС Приволжского военного округа     | 1-я запасная штурмовая авиационная бригада               |            |
| 14.08.1942 г. | Сталинградский фронт          | 8-я воздушная армия                  | 226-я штурмовая авиационная дивизия                      |            |
| 15.09.1942 г. | Юго-Западный фронт            | 8-я воздушная армия                  | 226-я штурмовая авиационная дивизия                      |            |
| 30.09.1942 г. | Сталинградский фронт          | 8-я воздушная армия                  | 226-я штурмовая авиационная дивизия                      |            |
| 06.12.1942 г. | Сталинградский фронт          | 8-я воздушная армия                  | 287-я истребительная авиационная дивизия                 |            |
| 25.12.1942 г. | Сталинградский фронт          | 8-я воздушная армия                  | 226-я штурмовая авиационная дивизия                      |            |
| 01.01.1943 г. | Приволжский военный округ     | ВВС Приволжского военного округа     | 1-я запасная штурмовая авиационная бригада               |            |
| 01.01.1943 г. | Приволжский военный округ     | ВВС Приволжского военного округа     | 1-я запасная штурмовая авиационная бригада               |            |
| 01.11.1943 г. | Приволжский военный округ     | ВВС Приволжского военного округа     | 333-я штурмовая авиационная дивизия                      |            |
| 01.04.1945 г. | Среднеазиатский военный округ | ВВС Среднеазиатского военного округа | 333-я штурмовая авиационная дивизия                      |            |
| 01.04.1946 г. | Среднеазиатский военный округ | 6-я воздушная армия                  | 333-я штурмовая авиационная дивизия                      |            |
| 20.02.1949 г. | Среднеазиатский военный округ | 73-я воздушная армия                 | 333-я штурмовая авиационная дивизия                      |            |
| 01.04.1956 г. | Среднеазиатский военный округ | 73-я воздушная армия                 | 333-я истребительно-бомбардировочная авиационная дивизия |            |
| 01.04.1960 г. | Среднеазиатский военный округ | 73-я воздушная армия                 |                                                          |            |

## Отличившиеся воины полка
- Прудников Дмитрий Тихонович, гвардии лейтенант, проходил службу в полку с с момента формирования полка. Указом Президиума Верховного Совета СССР от 4 февраля 1944 года удостоен звания Герой Советского Союза будучи командиром эскадрильи 75-го гвардейского штурмового авиационного полка 1-й гвардейской штурмовой авиационной дивизии 8-й воздушной армии. Посмертно.
- Тараканов Николай Николаевич, гвардии лейтенант, проходил службу в полку с с момента формирования полка. Указом Президиума Верховного Совета СССР от 13 апреля 1944 года удостоен звания Герой Советского Союза будучи заместителем командира эскадрильи 75-го гвардейского штурмового авиационного полка 1-й гвардейской штурмовой авиационной дивизии 8-й воздушной армии. Золотая Звезда № 3395.